# اسپاندارامت
اسپاندارامت ایزدبانوی فرمانروای دنیای زیرین نزد ارمنیان باستان است، که اغلب با دنیای زیرزمین، فرمانروایی اموات و مردگان یا دوزخ، یکسان پنداشته شده است. در سرودهای کلیسا و در ادبیات کلیسای حواری ارمنی اصطلاح «دره‌های ساندارامت» به کار رفته است. در دوران مسیحیت این اعتقاد به عنوان روح دوزخی یا حتی دوزخ وجود داشته است، همچنان‌که به جایگاه بهشت در آسمان معتقد بودند.

## تاریخ
نرسس چهارم شنورهالی، در اثر خود عبارت «داسک ساندارمتیتس» یعنی گروه یا قشر ارواح شر را، به کار برده است. محققین ارمنی این واژه را به کمک اساطیر ایرانی ریشه یابی کرده و به گفته محققین «اسپندارمد» نام دختر یا همسر اهورامزدا بوده است؛ و از این جا نتیجه می‌گیرد که ساندارامت یا اسپندارامت، نام همسر آرامازد نیز بوده است. اسپندارامت در مفهوم، اشاره به زمین و آرامازد در مفهوم، اشاره به آسمان است. از نوشته‌های آگاتانگلوس نیز می‌توان به مفهوم سانادارامت پی برد. برای مثال می‌نویسد: «غرش‌های عظیم و بسیاری از دره‌های ساندارامت شنیده شد.»
قوند آلیشان می‌نویسد: «ایرانیان بعدها به آن اسفندارمد، اسفندارمذ، اسپندارمد سیپندار هم می‌گفتند. او حافظ و پشتیبان دنیا و جانوران بوده است.»